# Pachygnatha vorax
Pachygnatha vorax är en spindelart som beskrevs av Tamerlan Thorell 1895. Pachygnatha vorax ingår i släktet Pachygnatha och familjen käkspindlar.
Artens utbredningsområde är Myanmar. Inga underarter finns listade i Catalogue of Life.